# Sárga csikóhal
A sárga csikóhal (Hippocampus kuda) a sugarasúszójú halak (Actinopterygii) osztályának pikóalakúak (Gasterosteiformes) rendjébe, ezen belül a tűhalfélék (Syngnathidae) családjába tartozó faj.

## Előfordulása
A sárga csikóhal előfordulási területe a Csendes- és az Indiai-óceánokban van. Pakisztántól és Indiától kezdve, Japán déli részén keresztül, egészen Hawaii-ig és a Társaság-szigetekig sokfelé megtalálható.

## Megjelenése
Ez a hal 14 centiméteresen felnőttnek számít, azonban egyes példányok elérik a 30 centiméteres hosszt is.

## Életmódja
Trópusi, tengeri halfaj, amely általában a korallzátonyokon él, azonban néha a brakkvízben is fellelhető. Főleg az algák és tengerifüvek között él, körülbelül 0–68 méteres mélységekben. Gyakran a Sargassum nevű barnamoszat-tutajok védelmében sodródik; ekkor akár 20 kilométeres távolságra is eljuthat az otthonától. Tápláléka zooplankton. Ez a hal életre szóló párkapcsolatot alkot, bár a fogságban tartott példányok más egyedekkel is párosodnak.

## Szaporodása
A párzás során a nőstény a hím hasoldali költőerszényébe préseli az ikrákat.

## Képek

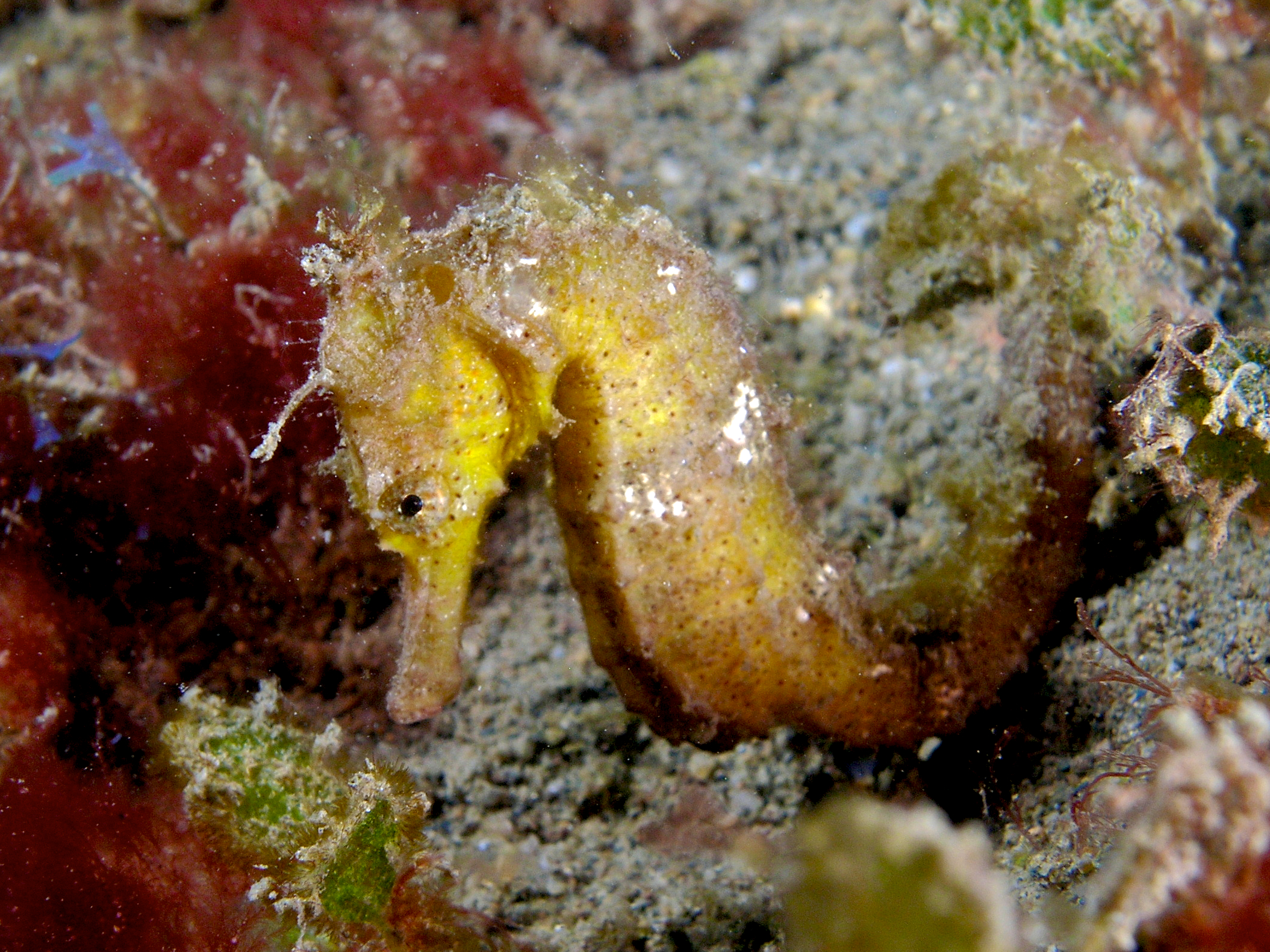
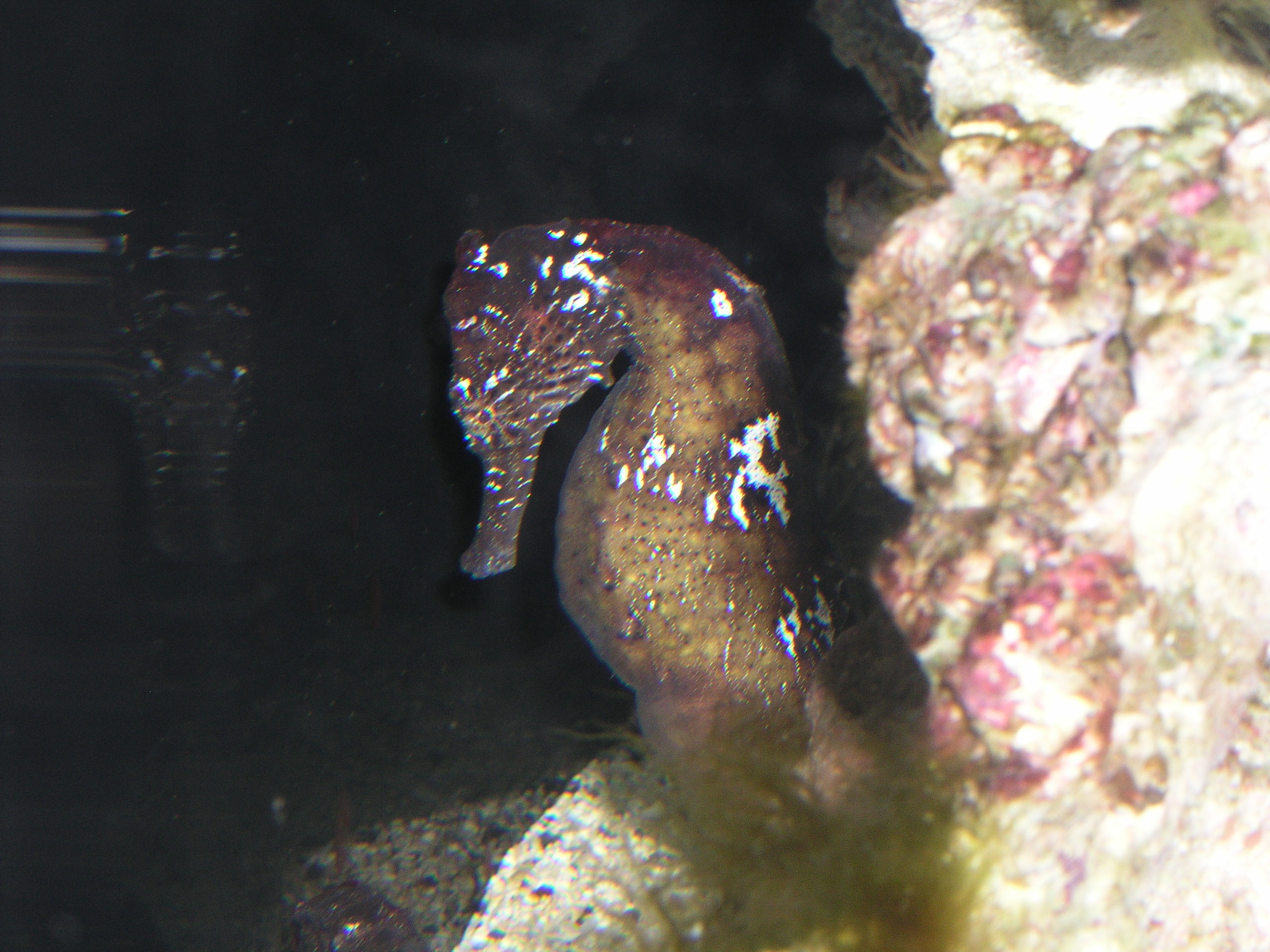
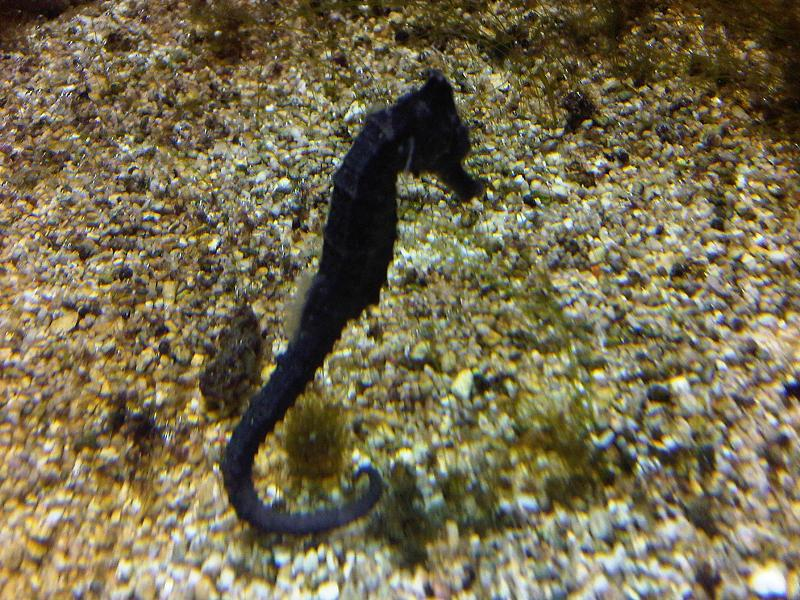
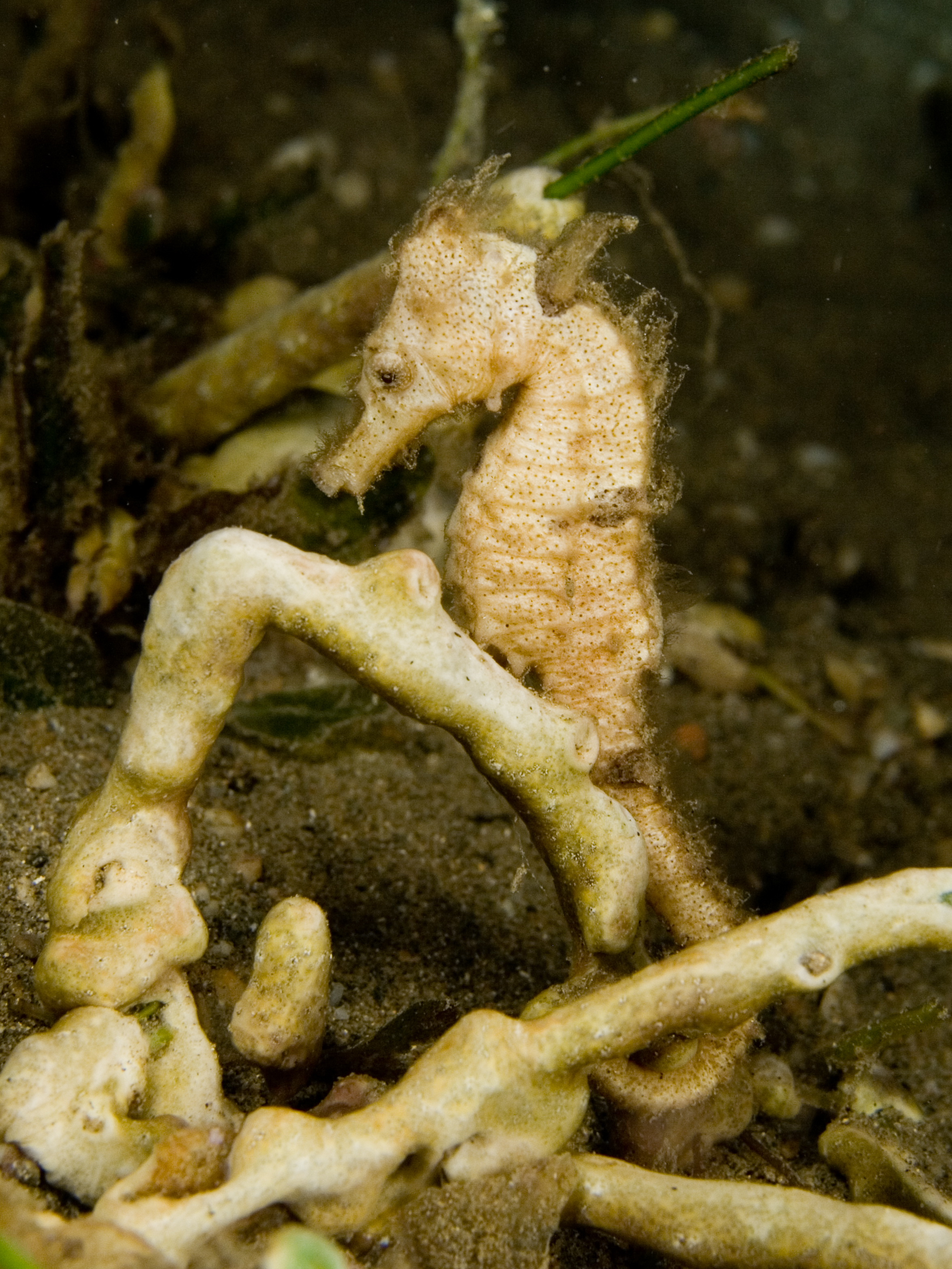
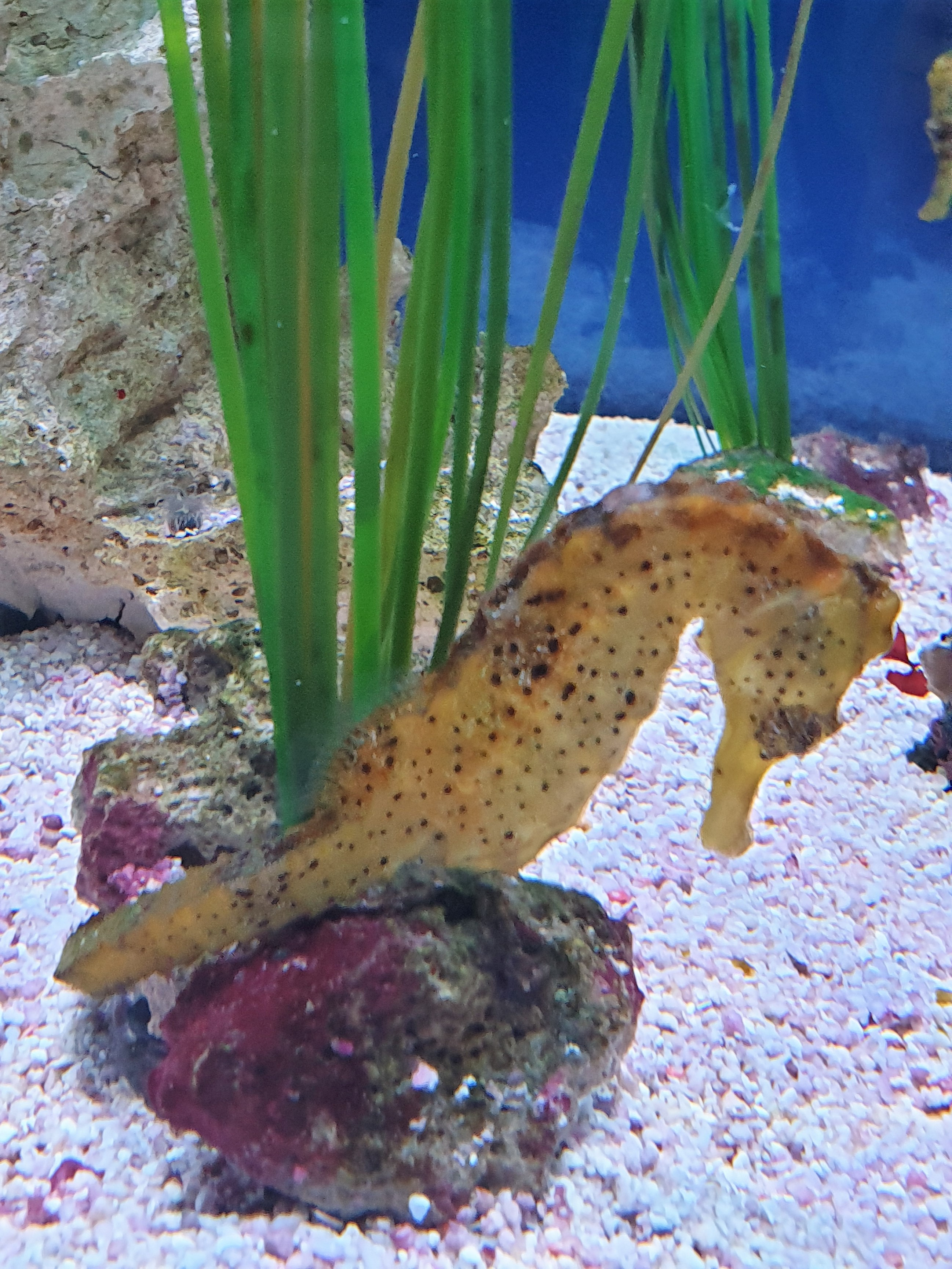

## Felhasználása
A sárga csikóhalnak ipari mértékű halászata van. Emiatt erősen megritkultak az állományai. A Washingtoni egyezmény (CITES) 2. listájára fel van véve, és csak a 10 centiméteres vagy ennél nagyobb példányokkal szabad kereskedni. A fajnak előnyére van, hogy fogságban is könnyen szaporodik. A magán és városi akváriumok egyik kedvelt hala. Továbbá a hagyományos kínai orvoslásban is felhasználják.